# Petro Dorofijovyč Dorošenko
Petro Dorofijovyč Dorošenko (in ucraino Петро Дорофійович Дорошенко?; 1627 – 19 novembre 1698) fu atamano dei cosacchi dell'Etmanato cosacco (Ucraina) (1665-1672) e voivoda (principe) al servizio dello Zar di Russia. Combatté contro la Confederazione polacco-lituana nella guerra polacco-cosacco-tartara e nella terza guerra polacco-ottomana.
Nel 2017 gli è stata dedicata la 1ª Brigata operativa presidenziale della Guardia nazionale dell'Ucraina.